# Apple M3 Max
Apple M3 Maxは、2023年10月30日に発表された、AppleがMac向けにARMアーキテクチャのライセンスを受けて設計したAppleシリコン SoCである。
TSMCの3nmプロセスで製造されている。
本SoCの下位版にあたるApple M3 Proとは、CPUとGPUのコア数およびメモリの帯域と容量で区別されている。

## 仕様

### CPU
16コア（高性能コア x12, 高効率コア x4）メモリ帯域幅400GB/s、および14コア（高性能コア x10, 高効率コア x4）メモリ帯域幅300GB/sの構成が存在する。

### GPU
40コア（もしくは30コア）のApple独自設計によるGPUにはハードウェア・アクセラレーテッド・レイトレーシングやハードウェア・アクセラレーテッド・メッシュ・シェーディング機能が搭載されている。

### その他
M2 Max搭載のものより15%速い16コアNeural Engine、次世代Secure Enclave、ProResアクセラレータやHEVCエンコーダ、AV1デコーダなどの専用処理回路メディアエンジンを2器搭載しておりThunderbolt 4 コントローラなども搭載されている。
M3 Maxチップはユニファイドメモリ構造であり、CPUやGPUといったチップ内すべてのコンポーネントがメモリアドレスを共有している。メモリには3チャンネルで合計300GB/sの36GB（96GB）搭載モデルと4チャンネルで合計400GB/sの48GB（64GB, 128GB）搭載モデルがの2構成があり、LPDDR5-6400 SDRAMが採用されている。

## 搭載モデル
Apple M3 Maxチップは、2023年10月に発表されたMacBook Proに搭載されている。
- MacBook Pro (14-inch, Nov 2023)
- MacBook Pro (16-inch, Nov 2023)

## 関連する同世代SoC
以下の表はA17, M3ファミリー、GPUがApple family 9であり、TSMC 3nmで製造される各種SoCを示している。
| チップ名 | CPUコア数（高性能+高効率） | GPUコア数      | メモリ (GB) | トランジスタ数 |
| -------- | -------------------------- | -------------- | ----------- | -------------- |
| A17 Pro  | 6 (2+4)                    | 6              | 8           | 190億          |
| M3       | 8 (4+4)                    | 10             | 8 - 16 - 24 | 250億          |
| M3 Pro   | 11 (5+6)                   | 14             | 18 - 36     | 370億          |
| M3 Pro   | 12 (6+6)                   | 14             | 18 - 36     | 370億          |
| M3 Pro   | 18                         |                | 18 - 36     | 370億          |
| M3 Max   | 14 (10+4)                  | 30             | 18 - 36     | 920億          |
| M3 Max   | 16 (12+4)                  | 30             | 18 - 36     | 920億          |
| M3 Max   | 40                         | 48 - 64 - 128  |             | 920億          |
| M3 Ultra | 28 (20+8)                  | 60             | 96 - 256    | 1840億         |
| M3 Ultra | 32 (24+8)                  | 60             | 96 - 256    | 1840億         |
| M3 Ultra | 80                         | 96 - 256 - 512 |             | 1840億         |